# Lentivirus
Los lentivirus son virus cuyo periodo de incubación es muy largo. Su nombre contiene el prefijo latino lenti-, aludiendo a la demora con que aparecen o la lentitud con que se desarrollan los signos de las infecciones que producen.
En la clasificación formal propuesta por el ICTV los lentivirus forman un género con este nombre, clasificado dentro de la familia Retroviridae, en la subfamilia Orthoretrovirinae. Ésta incluye virus cuyo genoma se basa en ARN, replicándose a través de la formación por retrotranscripción de un ADN provisional. Los retrovirus dependen de enzimas transcriptasas inversas para la retrotranscipción y de integrasas para que su ADN sea insertado en el genoma del hospedador.
Los lentivirus tienen la interesante propiedad de ser capaces de infectar células que estén en contacto con la que ocupan sin necesidad de formar partículas extracelulares (viriones), mediante la formación de sincitios con células sanas.

## Clasificación
Se clasifican, según los huéspedes a los que afectan, en cinco serogrupos, que se han encontrado respectivamente en vacas, gatos, caballos, ovejas (y cabras) y primates, incluidos los seres humanos. El serogrupo de primates se distingue por tener por receptor a la proteína CD4 y por la ausencia de dUTPasa (desoxiuridín-trifosfatasa).
Algunos grupos presentan antígenos semejantes que dan lugar a reactividad cruzada. La reactividad cruzada en leones y otros grandes felinos indica que existen en estos virus relacionados con el de la inmunodeficiencia del gato

## Morfología
Viriones dotados de envoltura, ligeramente pleomórficos (de forma variable). Cápside isométrica de 80 a 100 nm de diámetro. La envoltura presenta proyecciones pequeñas o apenas visibles. Espículas distribuidas regularmente. Nucleoide cilíndrico o troncocónico.

## Genoma y replicación
La base del genoma es un ARN lineal monocatenario de sentido positivo que mide unos 10 000 nt. Los viriones contienen cuatro genes principales que codifican para las proteínas del virión en este orden: 5´-gag-pro-pol-env-3´. Dependiendo del virus, aparecen otros genes (p. ej., en el VIH-1: vif, vpr, vpu, tat, rev, nef) cuyos productos proteicos están implicados en la regulación de la síntesis y el procesamiento del ARN vírico, así como en otras funciones ligadas a la replicación. Los extremos están flanqueados por LTR (long terminal repeats) de 600 nucleótidos de longitud, 450 en la región U3, 100 en la R y 70, siempre aproximadamente, en la región U5.

## Biología
El genoma se replica en el núcleo, y por sí mismo no tiene capacidad infectante. El virión se monta en el citoplasma. A diferencia de los oncoretrovirus, los lentivirus no solo pueden infectar células que se dividen, como los macrófagos, incluidas las células de la microglía, sino también células que no están destinadas a dividirse. Los lentivirus no codifican solo proteínas estructurales, de su cápside, y proteínas dedicadas a la replicación, sino también proteínas reguladoras.
Las infecciones producidas por lentivirus se prolongan toda la vida, porque no solo se integran en el genoma, sino que eluden las defensas inmunológicas del huésped. Logran esto último a través de una elevada tasa de mutación, lo que facilita la evolución del genoma dentro de cada huésped, y a través de su habilidad para infectar a las células responsables de la inmunidad. Las patologías asociadas a su presencia tienen que ver con el deterioro que provocan en el sistema inmune, y son muy variables; por ejemplo, el mismo virus produce en las ovejas las enfermedades llamadas Maedi, por infiltración linfocítica de los pulmones, y Visna, por ataque autoinmune de los oligodendrocitos infectados.
Los lentivirus no requieren de vectores para su transmisión, ni tampoco se ha observado que sean transmitidos por vectores. El contagio depende del contacto directo entre individuos.
Los efectos de las infecciones debidas a lentivirus son muy variables, dependiendo de la susceptibilidad del huésped, que depende de razones genéticas, de su edad —siendo más susceptibles los más jóvenes— del estrés fisiológico, y de la cepa del virus, porque entre ellas puede haber importantes diferencias de virulencia.

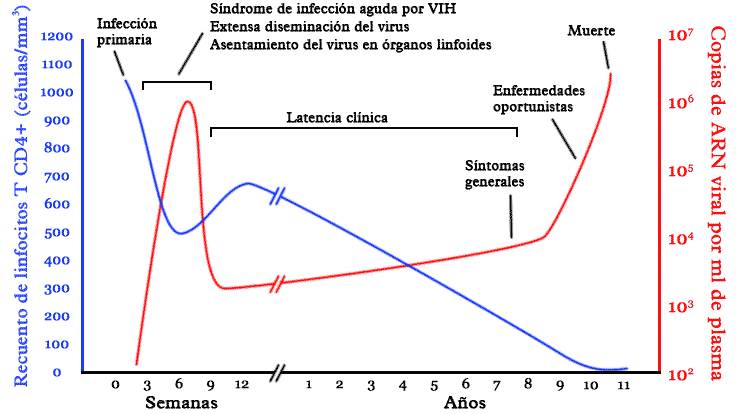
El virus de la inmunodeficiencia humana ilustra la evolución típica de una patología debida a lentivirus, con un período de latencia característico entre dos fases sintomáticas.

Las infecciones por lentivirus tienen tres etapas al menos:
- Inicial, aguda, en correspondencia con una rápida proliferación del virus, que puede ir acompañada de alguna patología especial pero transitoria.
- Latencia, con el virus controlado por el sistema inmunitario y sin manifestarse.
- Tardía, cuando se inicia una nueva fase de multiplicación viral rápida y se produce la patología característica.

## Historia
Todos los lentivirus están genéticamente emparentados, habiéndose diversificado tanto por coevolución con sus huéspedes, como por infecciones secundarias en las que dos estirpes se encuentran y se recombinan. Los dos lentivirus humanos conocidos, VIH-1 y VIH-2 atravesaron recientemente la barrera de especie, y son variantes del SIV (simian immunodeficiency virus) procedentes respectivamente de Pan troglodytes troglodytes, una de las subespecies del chimpancé común, y de Cercocebus atys, el mangabeye fuliginoso, un mono de África Occidental.